# Повесть о том, как один мужик двух генералов прокормил
«По́весть о том, как оди́н мужи́к двух генера́лов прокорми́л» — сатирическая сказка Михаила Салтыкова-Щедрина 1869 года.

## Сюжет
По сюжету два отставных генерала, выйдя на пенсию, неизвестным образом попадают на необитаемый остров. Они хотят выбраться с острова, однако не могут, поскольку даже не разбираются в сторонах света. В лесу на острове они видят множество живности. С удивлением они впервые узнают, что еда в первоначальном виде летает, плавает и растёт на деревьях. Изголодавшись, они чуть не съедают друг друга. Чтобы не думать о голоде, генералы решают почитать найденную ими газету «Московские ведомости», но все статьи в газете были посвящены еде, отчего им становится плохо. Вскоре они решают найти мужика (то есть крестьянина), который сможет их прокормить. Генералы находят на острове мужика и заставляют его добыть для них пропитание. Насытившись, они начинают скучать и тосковать по Санкт-Петербургу. Мужик строит для них лодку и переправляет через моря в Санкт-Петербург. По прибытии в Санкт-Петербург они наедаются, напиваются и едут в казначейство за деньгами. В благодарность за спасение с острова они посылают мужику рюмку водки и пятак серебра, восклицая: «Веселись, мужичина!».

## История создания и публикации
Замысел сказки, вероятно, восходит к осени 1867 года, когда Салтыков-Щедрин работал над очерком «Старый кот на покое» из цикла «Помпадуры и помпадурши». В очерке содержится административно-философский трактат уволенного в отставку помпадура «Что, ежели бы я жил на необитаемом острове и имел собеседником лишь правителя канцелярии?». По мнению щедриноведов, этот сюжет и натолкнул Салтыкова на замысел будущей сказки. Предположительно, работа над сказкой велась в декабре 1868 — первой половине января 1869 года, к этому времени относится наборная рукопись с авторской правкой, имеющая первоначальное название: «Два генерала. (Писано со слов коллежского советника Рудомазина)».
«Повесть» впервые была опубликована вместе со сказкой «Дикий помещик» и рассказом «Годовщина» 10 февраля 1869 года в журнале «Отечественные записки», № 2 под названием «Повесть о том, как мужик двух генералов прокормил. (Писано со слов коллежского советника Рудомазина)». Сказка была напечатана в качестве первой части сатирического цикла «Для детей», впоследствии нереализованного. В 1878 году сказка была переиздана Салтыковым в сборнике «Сказки и рассказы». Для переиздания были сделаны незначительные правки, в частности, добавлены заключительные слова: веселись, мужичина! Кроме того, был убран подзаголовок, а в заглавии появилось слово мужик (1869 году полное заглавие было указано лишь в оглавлении журнала). В дальнейшем правки в сказку писателем не вносились, до настоящего времени она переиздаётся в редакции 1878 года.
Произведение было хорошо принято современниками Салтыкова, например Герценом, который в письме Огарёву от 14 (2) марта 1869 года спрашивал: «А читал ли ты в „Отечественных записках“ „Историю двух генералов“, это прелесть». 27 (15) мая 1879 года Тургенев прочёл сказку на литературно-музыкальном утре в пользу русской колонии в Париже и позаботился о её переводе на французский язык.

## Критика
По мнению советских литературоведов, в сказке отразились отношения господствующих классов и низшего класса — трудового крестьянства. Чтобы ярче и нагляднее показать зависимость высшего сословия от низшего, Салтыков поставил героев в несвойственные для них и неожиданные для читателя условия, используя сюжет попадания героев на необитаемый остров, восходящий к «Приключениям Робинзона Крузо» Дефо. Баскаков и Бушмин подчёркивают, что писатель, показывая практическое превосходство мужика над генералами, в то же время осуждает пассивность народных масс, их безропотное подчинение, примирение с существующим порядком.

## Публикации текста
Ниже представлены научные и наиболее авторитетные публикации текста произведения:
- Повесть о том, как один мужик двух генералов прокормил [Текст] // Собрание сочинений в двадцати томах / М. Е. Салтыков-Щедрин. — М. : Художественная литература, 1974. — Т. 16, кн. I: Сказки: 1869—1896; Пёстрые письма: 1884—1886 / Подготовили текст тома В. Н. Баскаков, В. Э. Боград ; примечания В. Н. Баскакова, А. С. Бушмина, К. И. Тюнькина. — С. 7—13. — 52 500 экз.
- Повесть о том, как один мужик двух генералов прокормил [Текст] // Сказки / М. Е. Салтыков-Щедрин ; издание подготовили В. Н. Баскаков, А. С. Бушмин ; ответственный редактор С. А. Макашин. — Л. : Наука (ленинградское отделение), 1988. — С. 5—10. — (Литературные памятники / Академия наук СССР ; председатель редколлегии Д. С. Лихачёв). — 100 000 экз.

## Экранизации
- Как один мужик двух генералов прокормил (мультипликационный, «Союзмультфильм», 1965).